# 剣山
剣山（つるぎさん）は、徳島県三好市東祖谷、美馬市木屋平、那賀郡那賀町木沢の間に位置する標高1,955mの山。徳島県の最高峰で、深田久弥の日本百名山に四国では石鎚山とともに選定され、徳島県では県のシンボルとされている。別名太郎笈（たろうぎゅう）と呼ばれ、南西側の次郎笈と対峙する。なお、このページでは神社寺院は劔山の文字で表記する。

## 概要
剣山は千数百メートルの山々が連なる四国山地の東部にあり、同じく四国山地西部の愛媛県の石鎚山に次いで近畿以西の西日本では2番目の高峰である。一帯は剣山国定公園に指定され、山頂には一等三角点「剣山」が設置されていて、一等三角点百名山にも選ばれている。

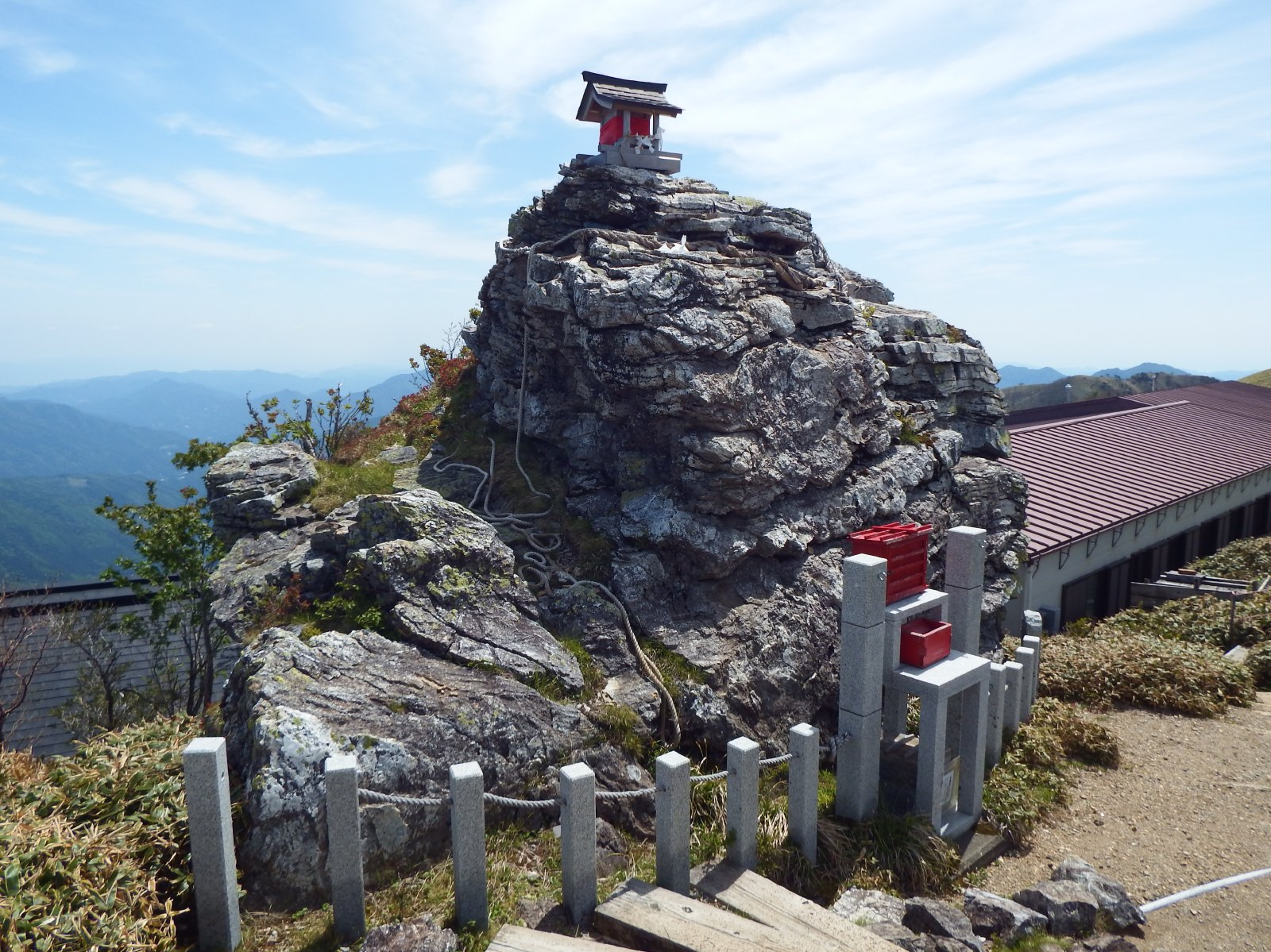
劔山本宮の宝蔵石

修験道の山として古くから知られ山岳信仰の対象とされ、一ノ森経由の表参道の登山拠点には藤之池本坊龍光寺と劔山本宮劔神社があり、見ノ越には円福寺と劔神社がある。また、中腹には西島神社と劔神社の本社である大劔神社、山頂には劔山本宮宝蔵石神社などがあり、山頂近くには「行場」（後述）と呼ばれる修行用の難所や祠がある。
頂上はなだらかな草地で、少しも剣らしいところがないが頂に近い所に大剣と呼ぶ巨岩（大劔神社の大剣岩）が立っていて、それをもって山全体の名とするわけにはいかない、膨大な山容から見るとそれはほんの一点景にすぎない。伝えによれば安徳天皇の剣を山頂に埋め、これを神体としたから剣山と呼ばれるようになったという。見ノ越の円福寺の寺伝には「・・安徳帝（略）・・の遺言にわが帯せし剣は清浄の高山に納め守護すべし、とあったので、御剣を当山に納め、劔山大權現を勧請された」とある。
徳島県を中心に「けんざん」と呼ぶ人が多く、その呼び名についての論争があったが1963年、徳島県は「つるぎさん」として統一することを決め、剣山の近隣自治体の名前は「つるぎ町」であるなど公式には「つるぎ」で統一された。
先述の日本百名山（93番）と四国百名山（81番）に選ばれているほか、四国八十八景（15番）西日本第二の高峰からの大パノラマとしてとくしま88景の徳島県の代表景観9選に「剣山系」として選ばれている。また、山頂付近の「劔山御神水」は環境省により名水百選に選定されているほか、山麓の森林は林野庁により「剣山水源の森」として水源の森百選に選定されている。

## 歴史
長福寺は1717年（享保二年）龍光寺と改名し、この山の開発に取り組みを創立し別当となり、また宿泊所となる藤の池本坊も創設した。木屋平と祖谷山からの二つのルートが開かれ剣山への登山は発展していった。

## 自然

### 劔山御神水

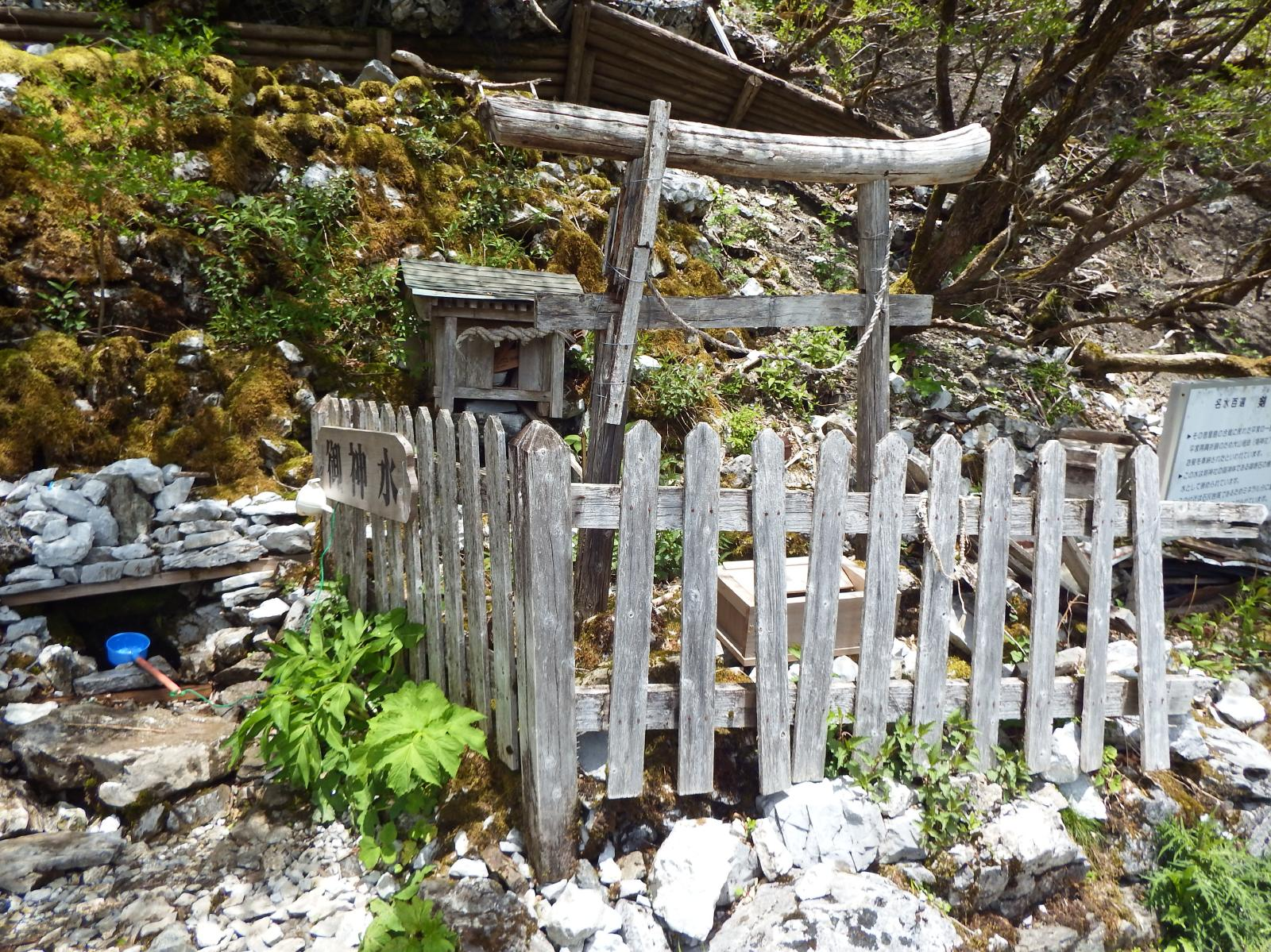
御神水

劔山御神水（つるぎさんおしきみず）は、山頂部の石灰岩が風化した浸水性のある岩石で、積雪や雨水が帯水され少しずつ湧水している。祖谷川の源流であり、水量は少ないが常に湧き出ている。大劔神社の御神水とされている。

### 植生
標高が高いため、山頂近辺には温帯上部の針葉樹林の要素が見られる。山頂付近にはコメツガ、ウラジロモミのほか、固有種のシコクシラベが生育しており、一部は林野庁により鎗戸林木遺伝資源保存林に指定されている。
亜高山帯の環境構成で、多くはコメツガ、シコクシラベ、ブナ、ダケカンバ等の混交林であるが、標高1,000ｍ付近以下の地域ではスギ等の人工林が多い。 
キレンゲショウマの群生：刀掛けの松から左へ5分行ほど行場の方へ行き分岐を下方に行くと7月下旬ころ咲く。

### 動物
環境省レッドリストにより「絶滅のおそれのある地域個体群」に評価されているツキノワグマの四国山地個体群が分布している。これらのことより、国指定剣山山系鳥獣保護区（大規模生息地）に指定されている（面積10,139ha、うち特別保護地区1,189ha）。
ニホンジカの急増が問題になっており、シカが下草を食べることで昆虫が減少しコマドリが従来の生息域で見られなくなるなど、影響が出ている。

## 登山
- リフト利用

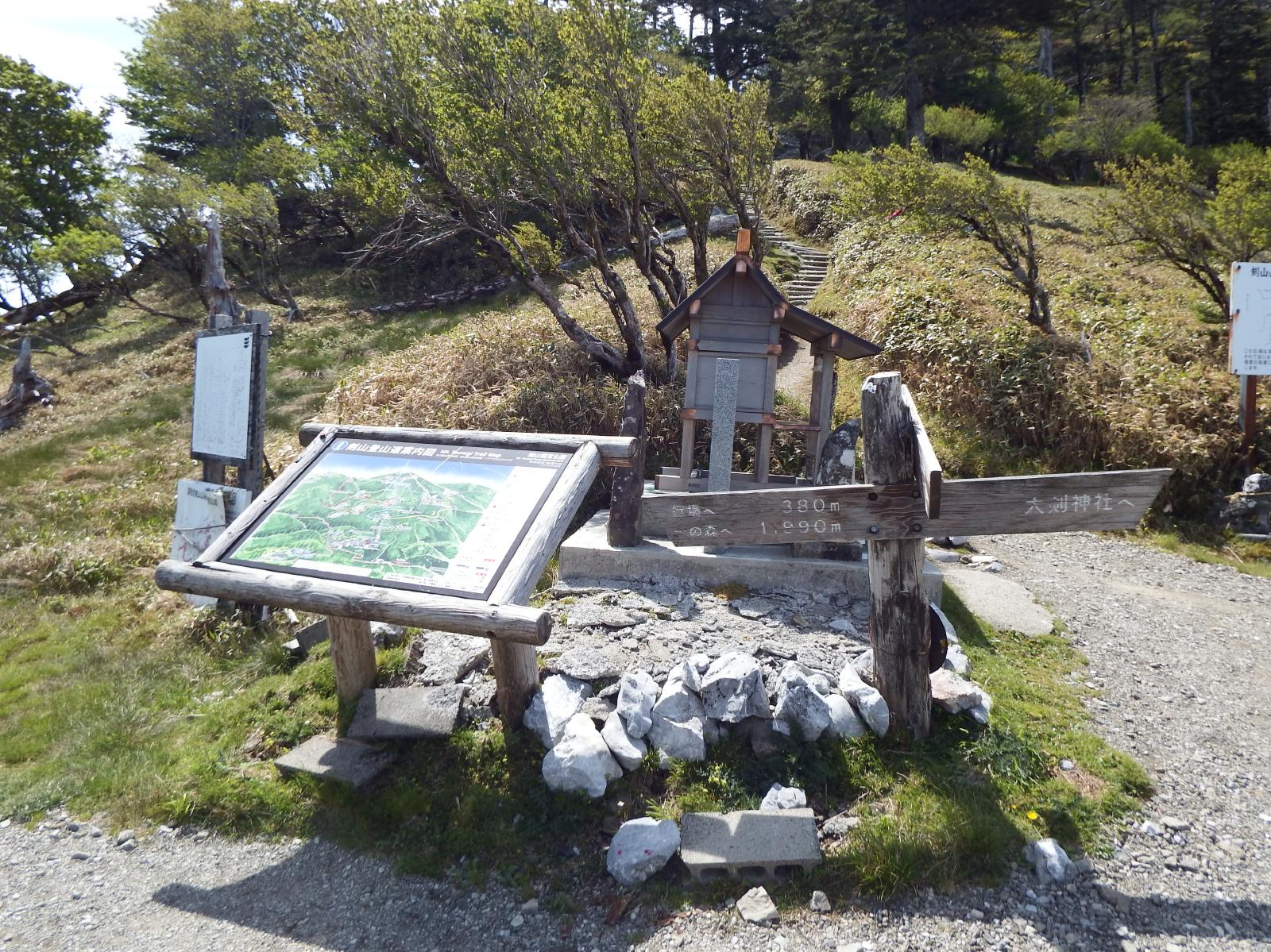
刀掛ノ松

4月中旬～11月末頃運行の剣山登山リフト（冬季は運休）は、見ノ越駅（標高1420m）から登山道中央付近の西島駅（標高1750m）までの全長830mを15分で結ぶ、残りは刀掛ノ松コース（尾根道コース）だと900m約40分で山頂エリアに達し、もう一つの大劔神社経由のコースだと1200m約60分で山頂エリアに達する。日本百名山の中では筑波山や伊吹山、大台ヶ原山と並び、最も登りやすい山のひとつでもある。さらに頂上標識から約1時間で次郎笈へ、頂上ヒュッテから約40分で一ノ森へ行ける。
- リフト利用なし

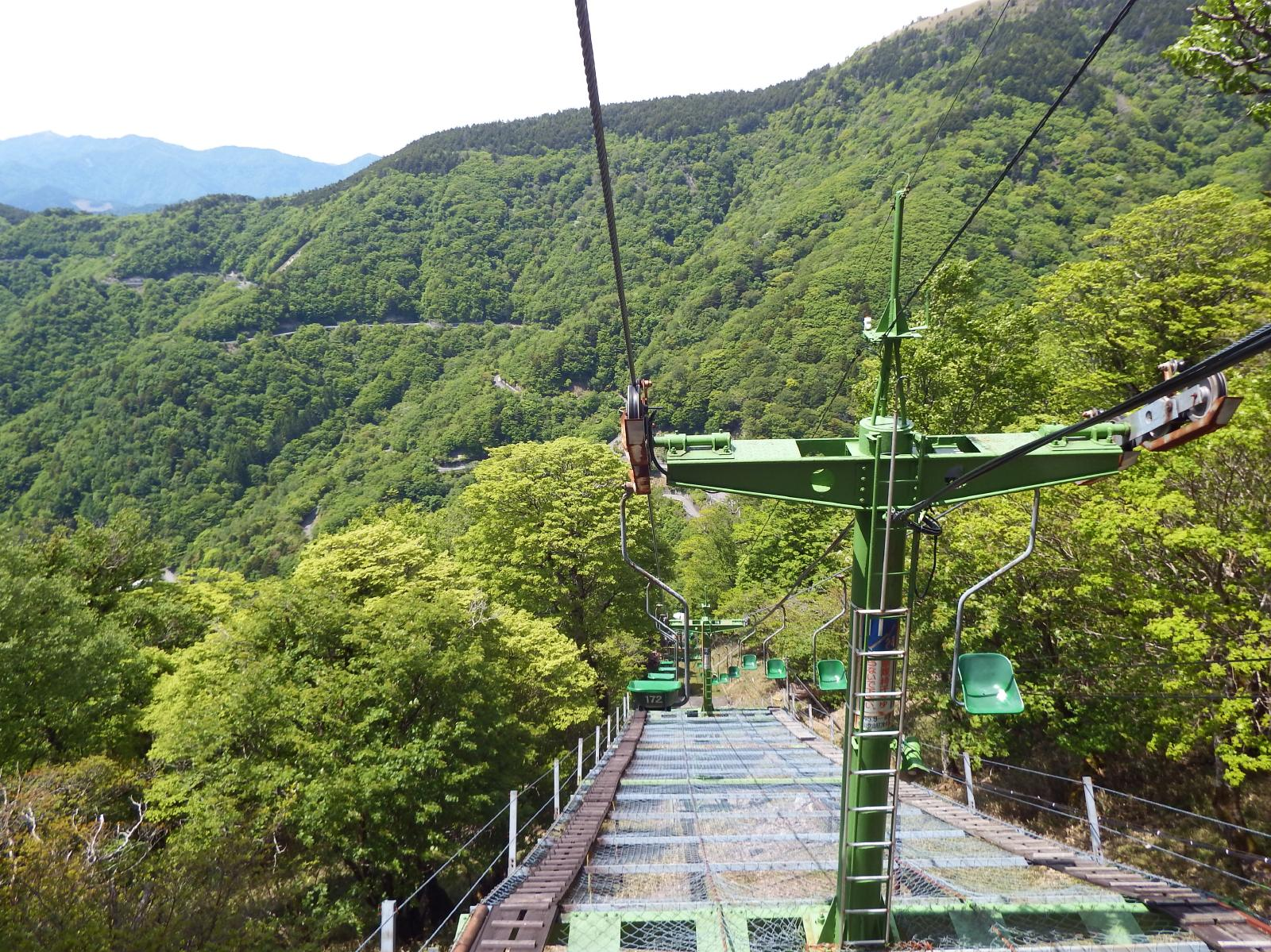
剣山登山リフト

見ノ越の駐車場（約200台収容で無料）から石段を上がった劔神社の社殿脇に登山口があり、リフトと交差したり並行して約1時間でリフトの西島駅に到達する。
- 見ノ越までの交通

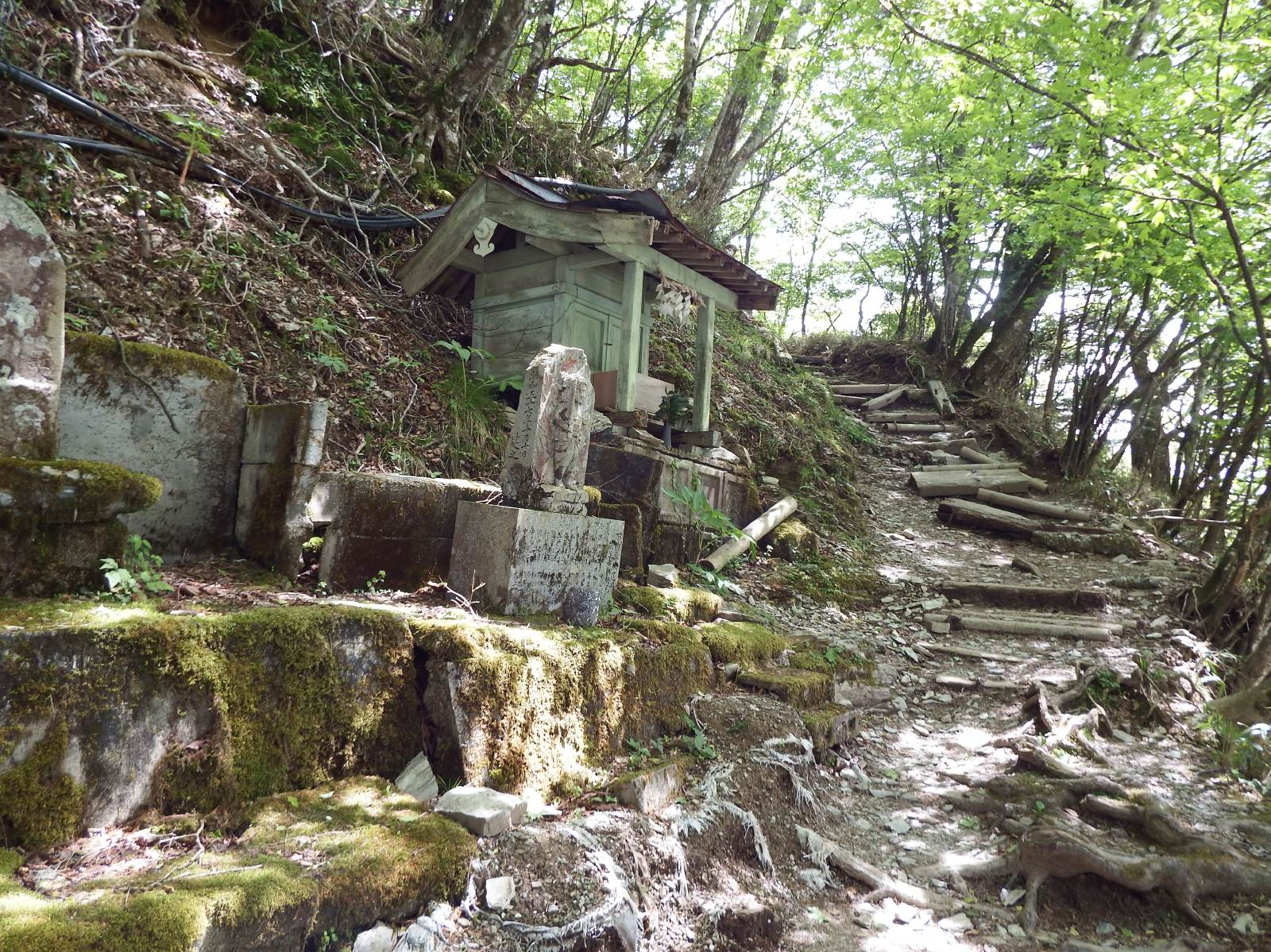
見ノ越からの登山道

三好市の祖谷渓から、祖谷川沿いを遡る国道439号と穴吹町から穴吹川沿いを遡る国道439号の2ルートもあるが、最短コースは徳島自動車道の美馬インターチェンジより「道の駅貞光ゆうゆう館」から貞光を経由し貞光川沿いを遡る国道438号で南下すること44km約1時間40分で見ノ越に達するコースがある。
山小屋
- 剣山頂上ヒュッテ
- 雲海荘（剣山頂上ヒュッテの別館。剣山頂上ヒュッテが満室の時を中心に使用される。）
- 一の森ヒュッテ（すぐ隣の一ノ森山頂直下にある。旧木屋平村営小屋。現在は美馬市営。）

山頂
山頂付近は平家の馬場と呼ばれる平原である。山頂の平家の馬場や尾根付近はミヤマクマザサを中心とする草原となっている。
山頂からは晴れた日には室戸岬、瀬戸内海、紀伊半島、また希に鳥取県の伯耆大山を望むこともできる。

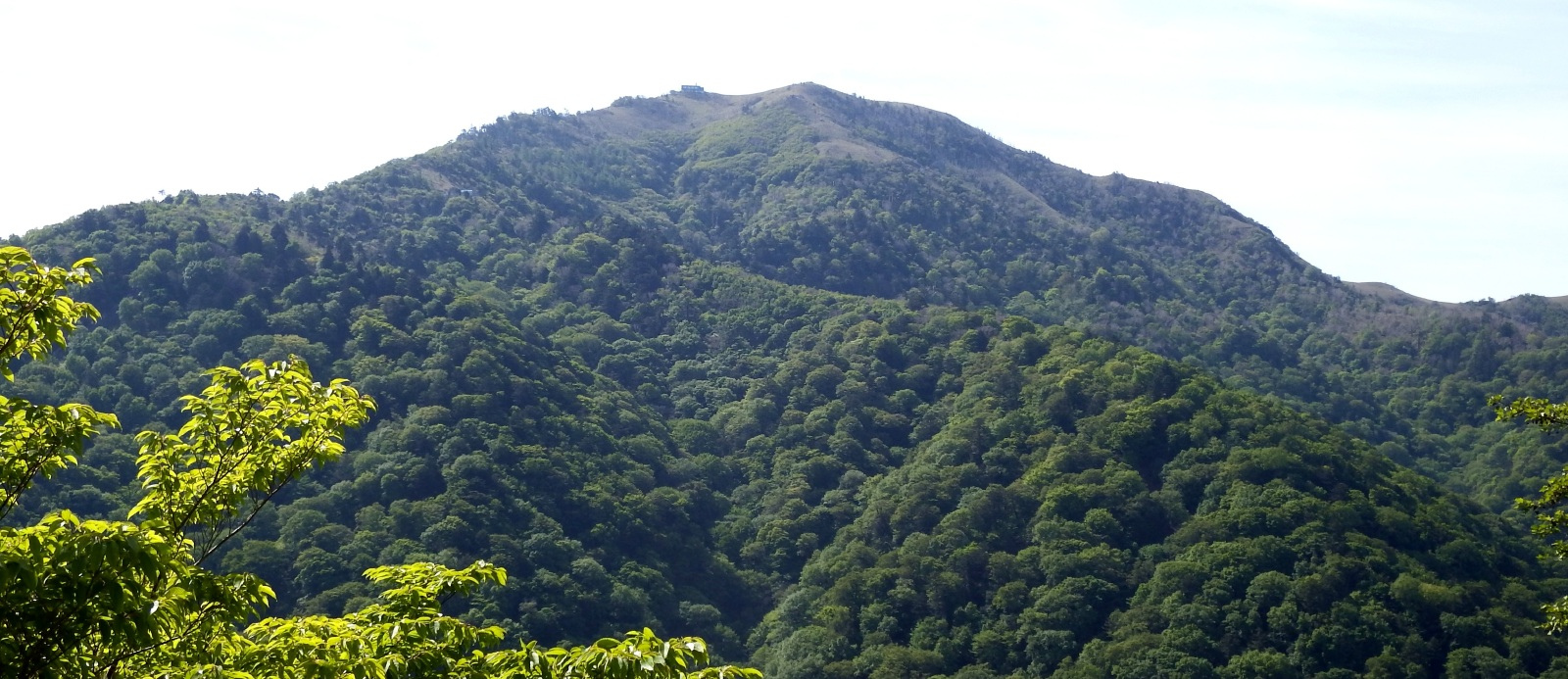
みどりの一里塚[注釈 2]から山頂を望む
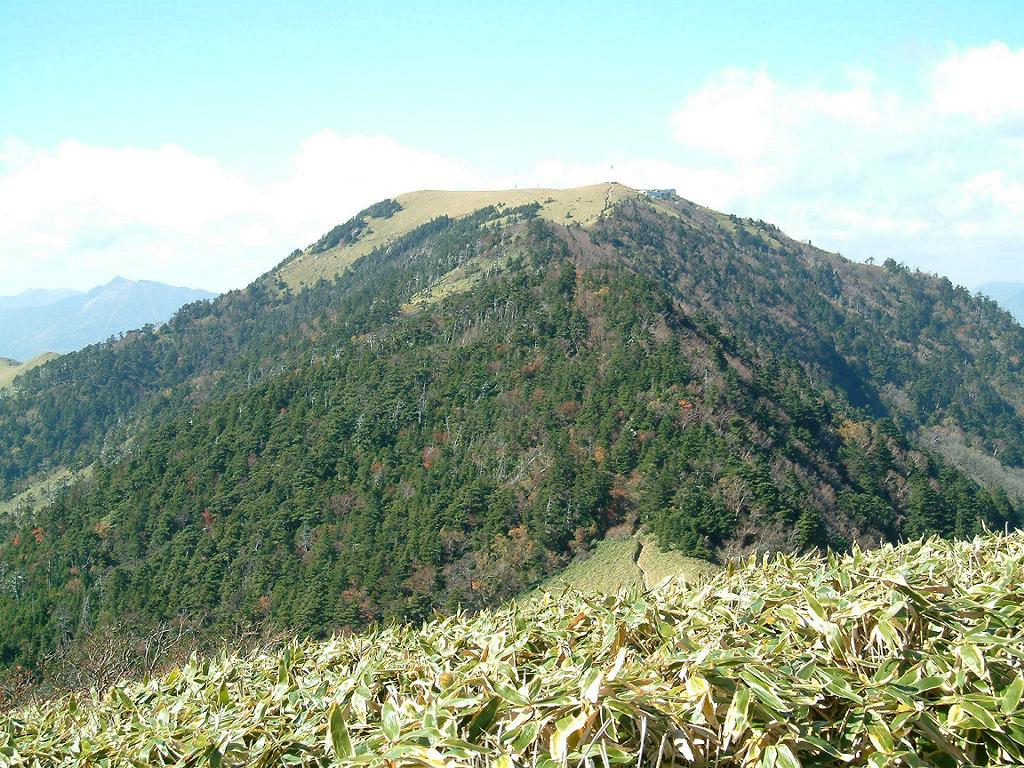
一ノ森方面から望む
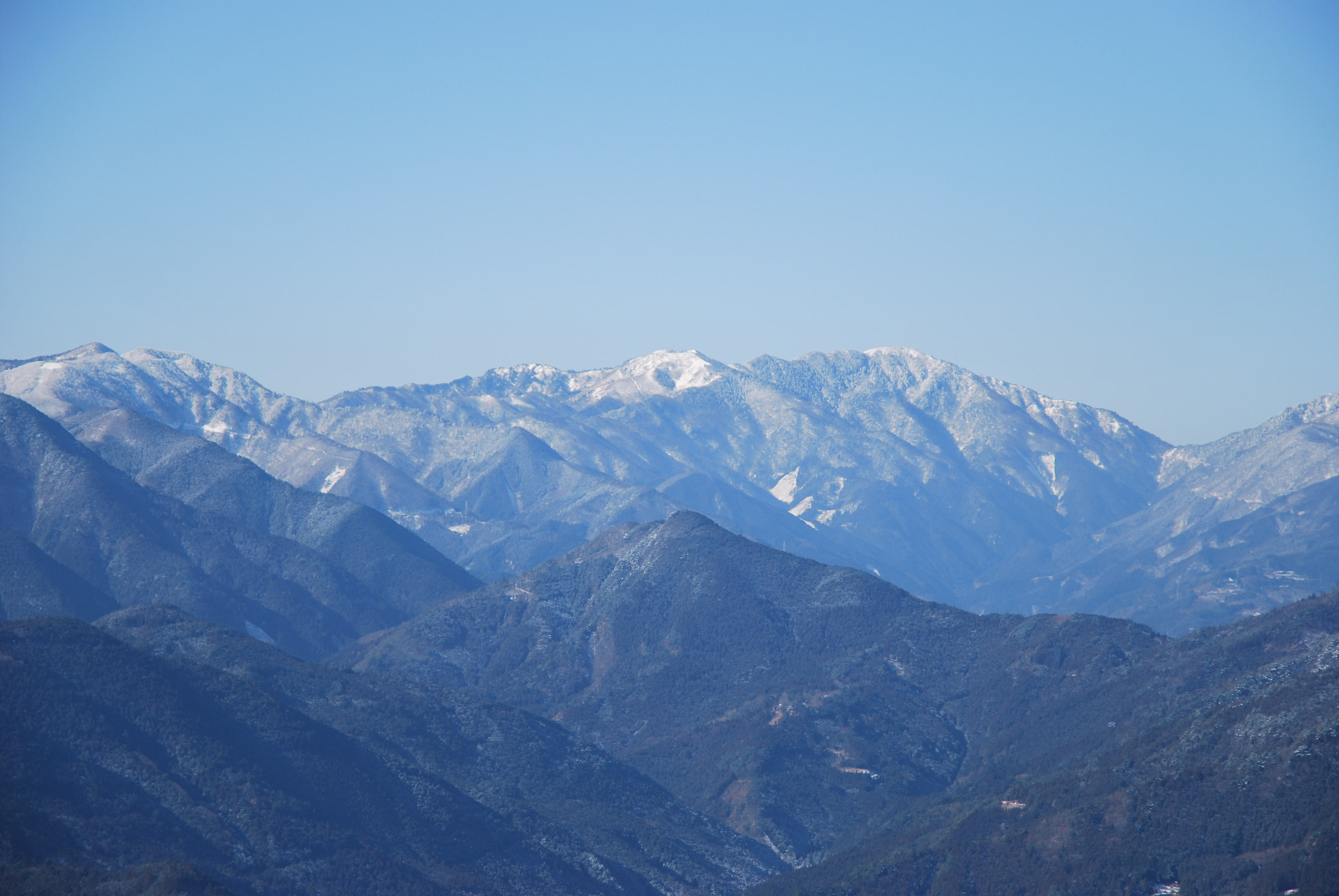
焼山寺山から望む
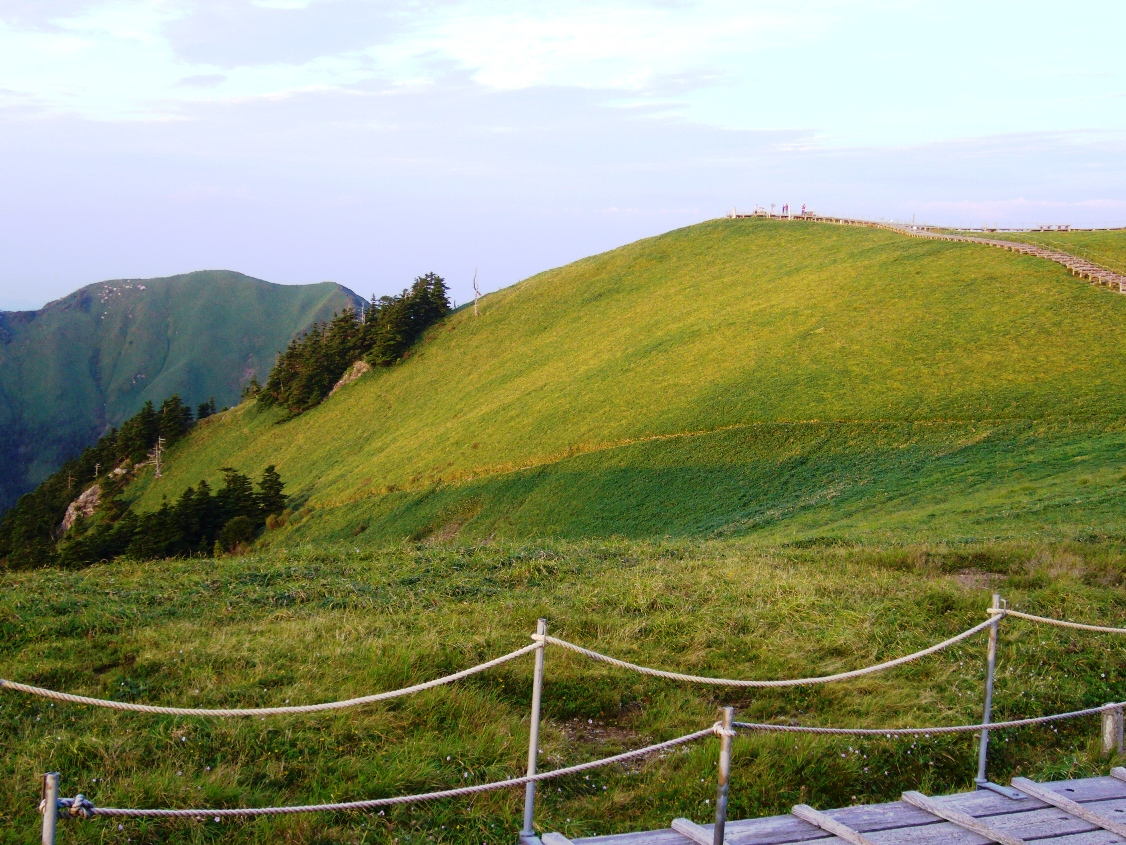
平家の馬場
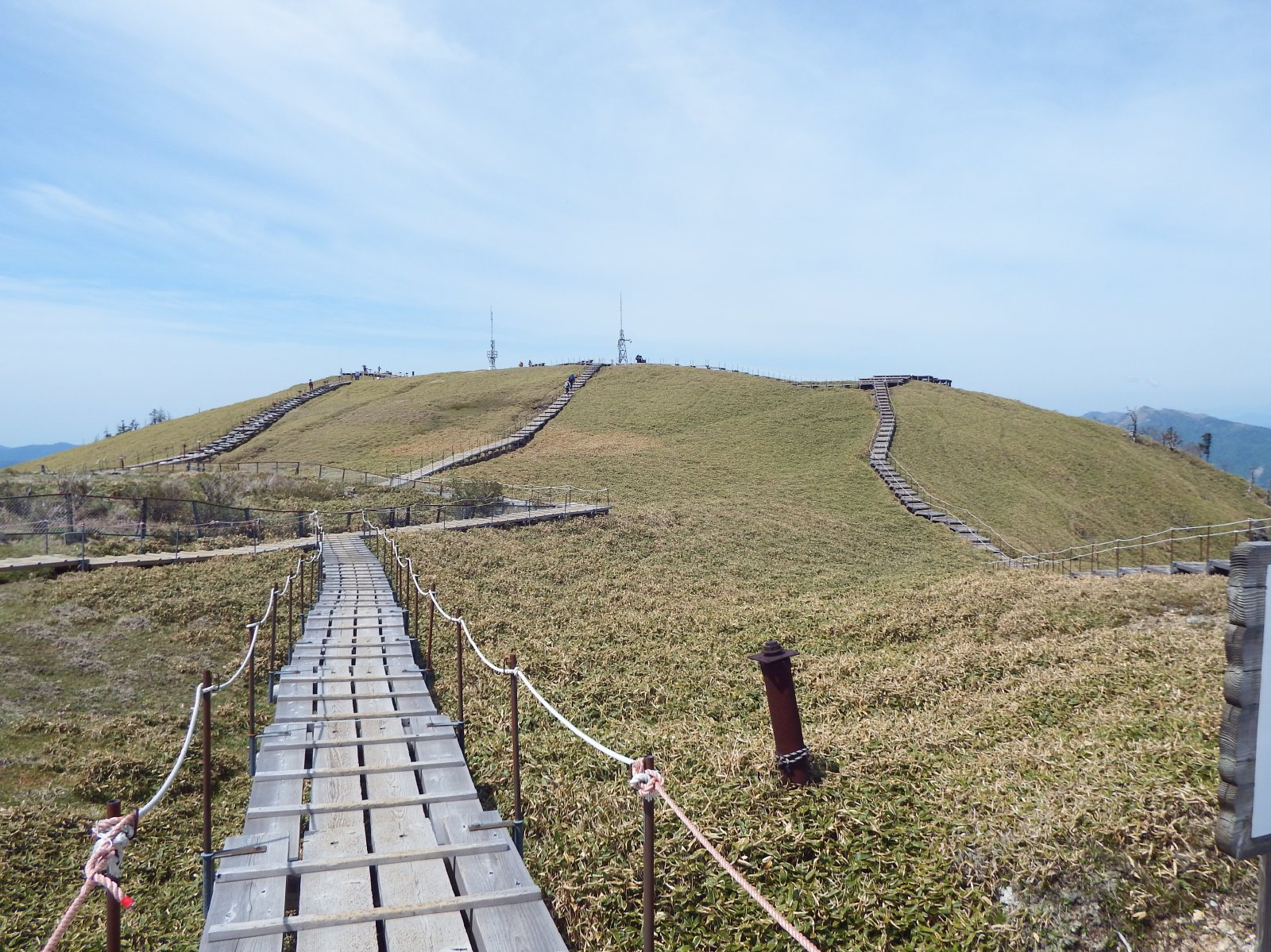
山頂へ続く木道
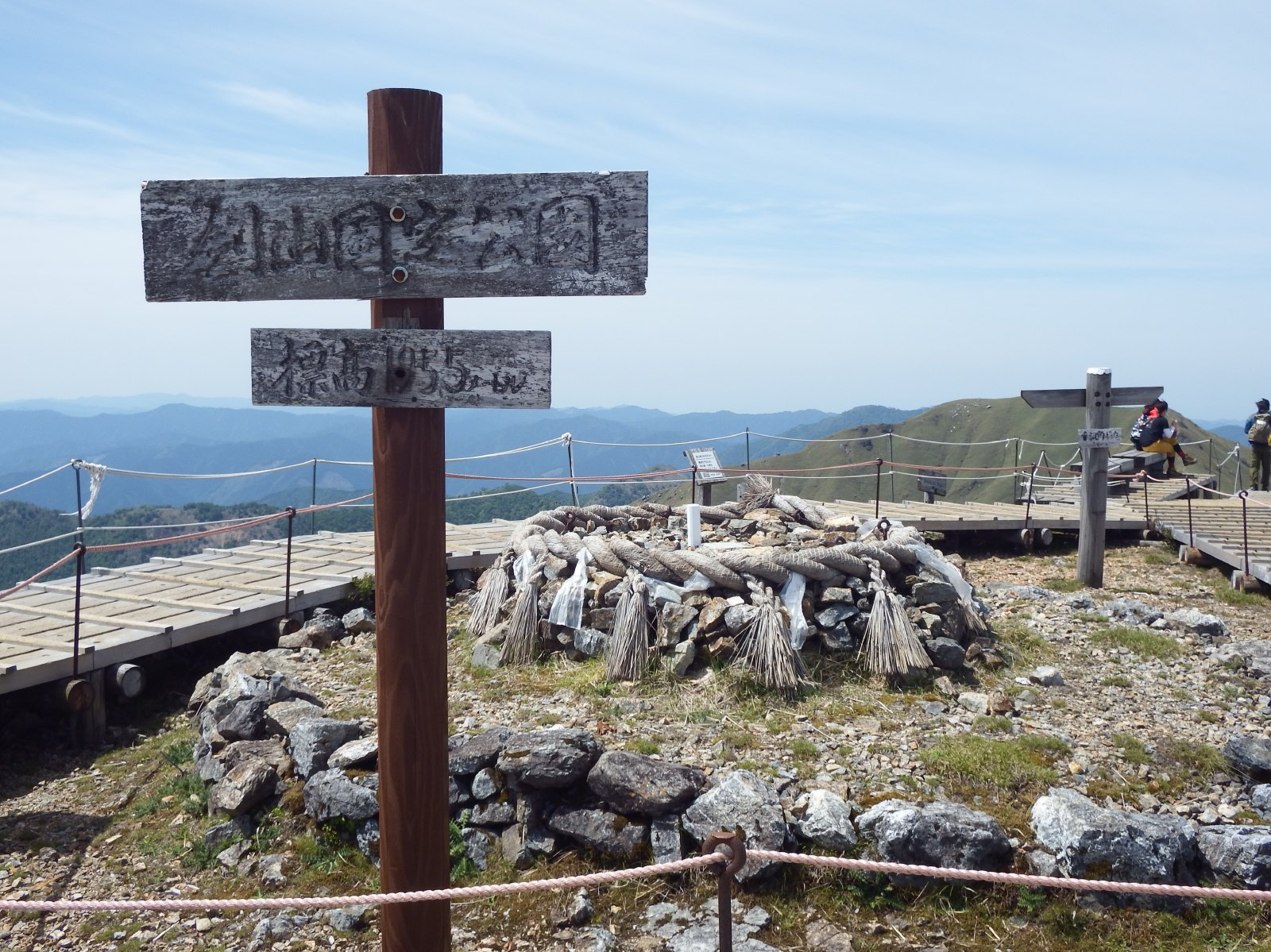
山頂標
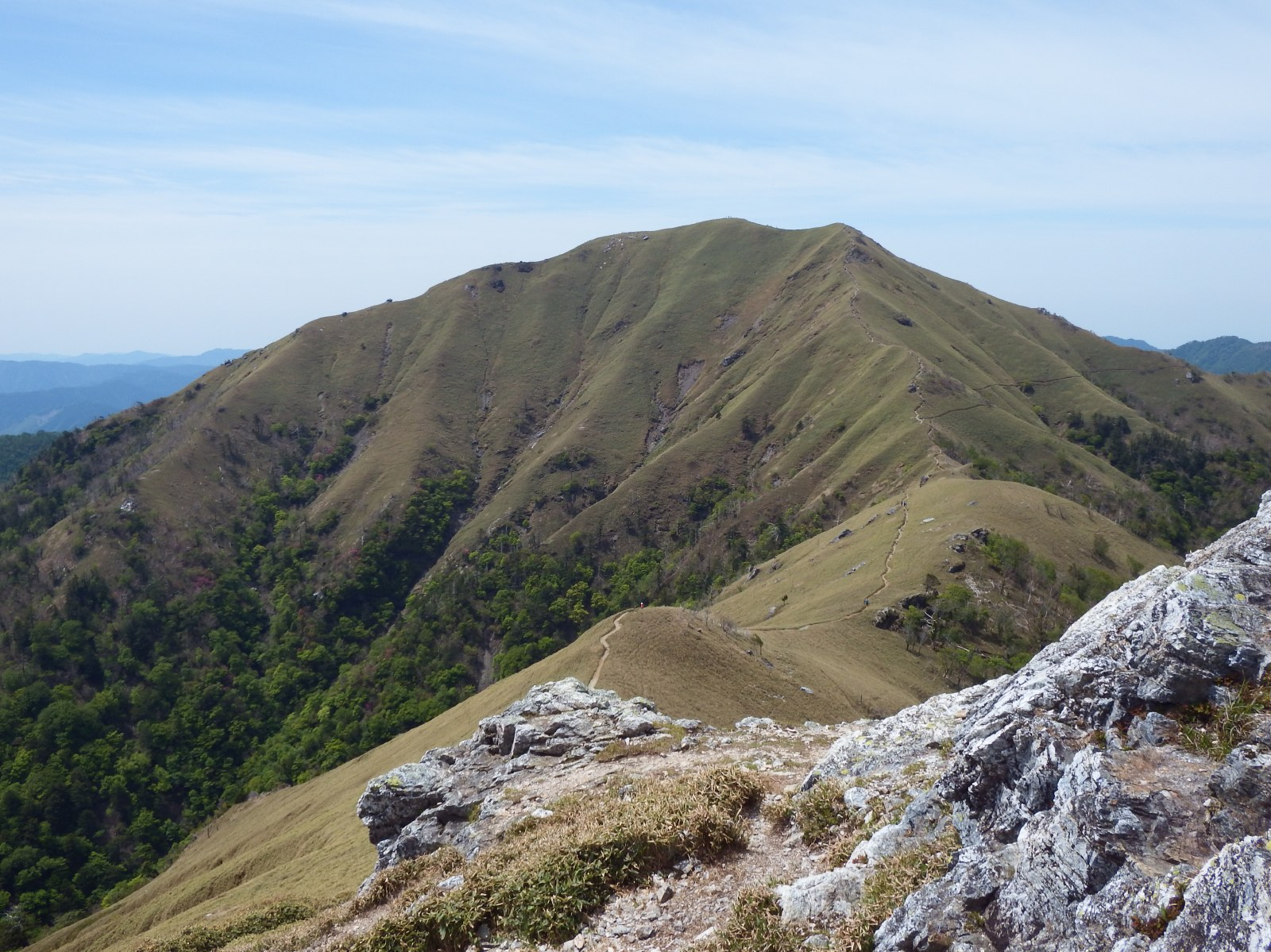
剣山からの次郎笈
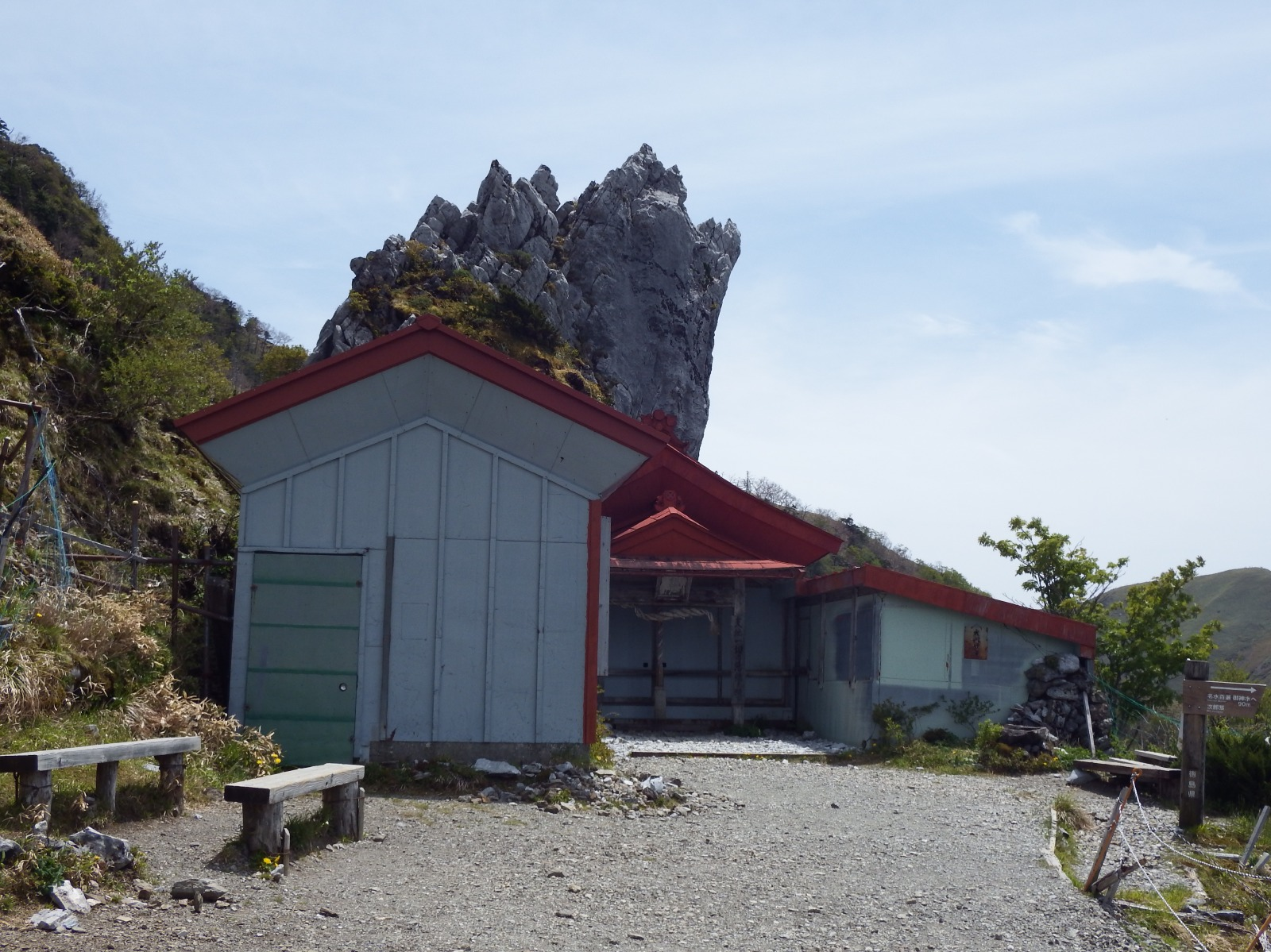
大劔神社
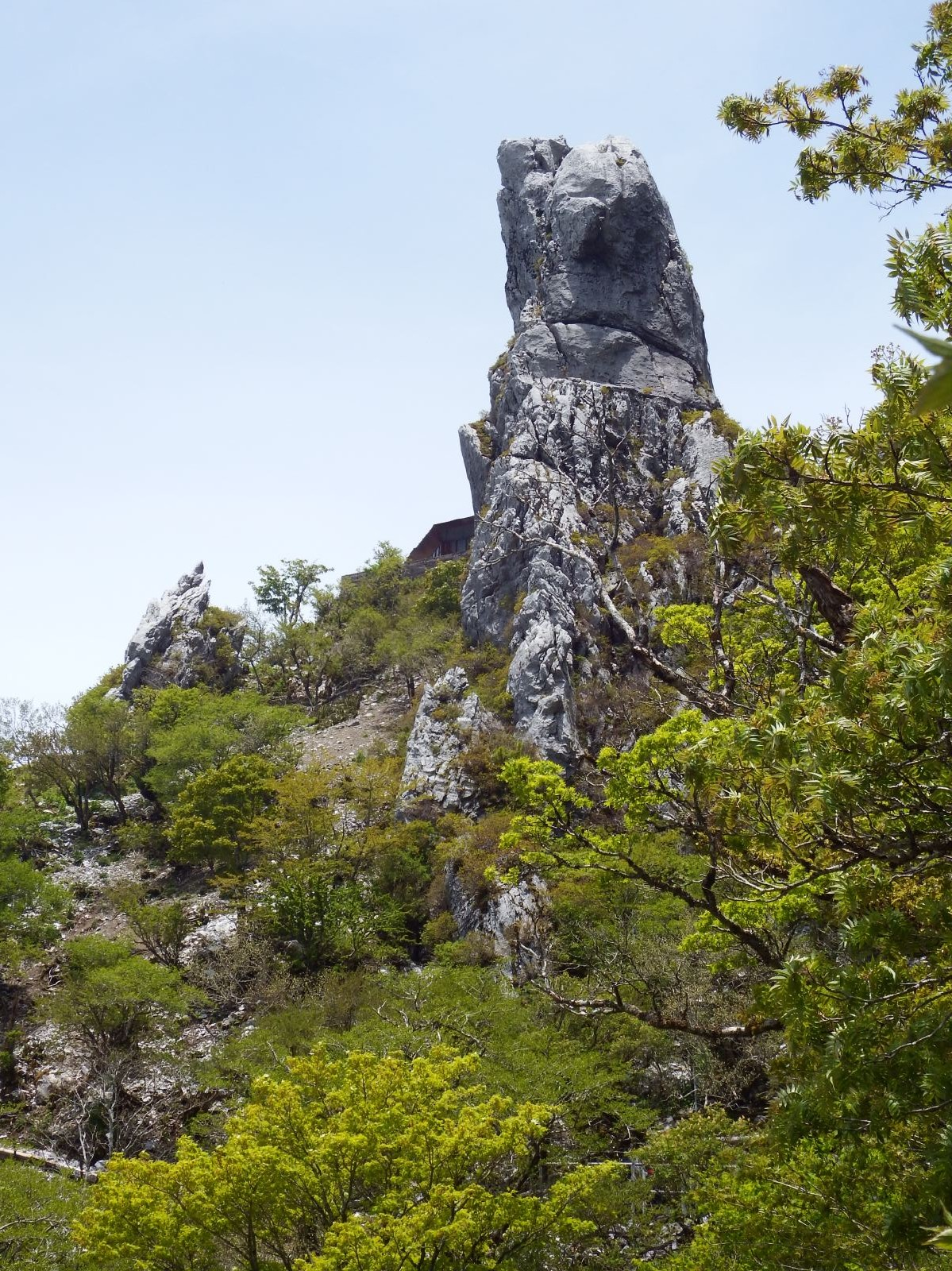
お塔石
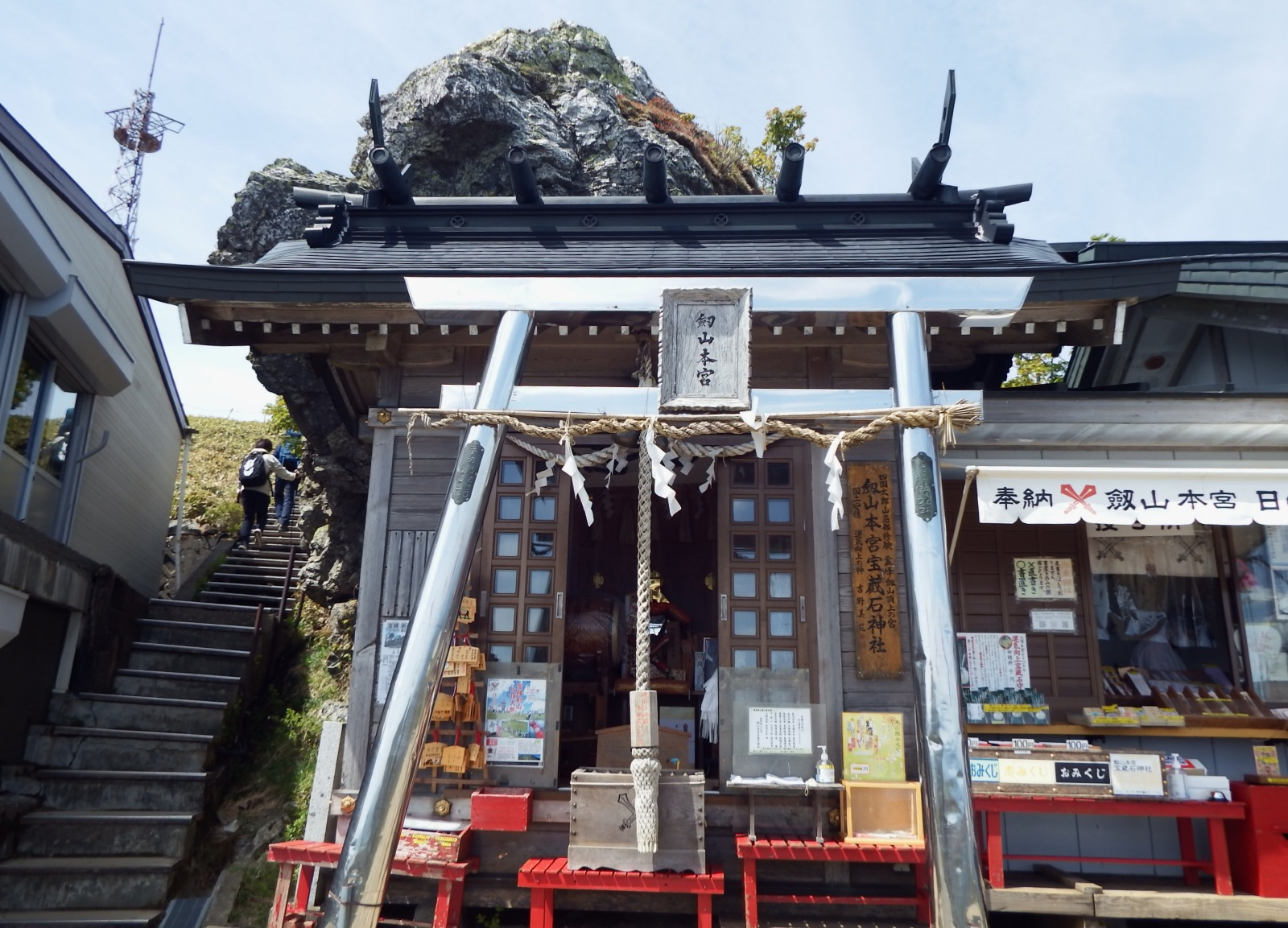
劔山本宮宝蔵石神社

## 測候所

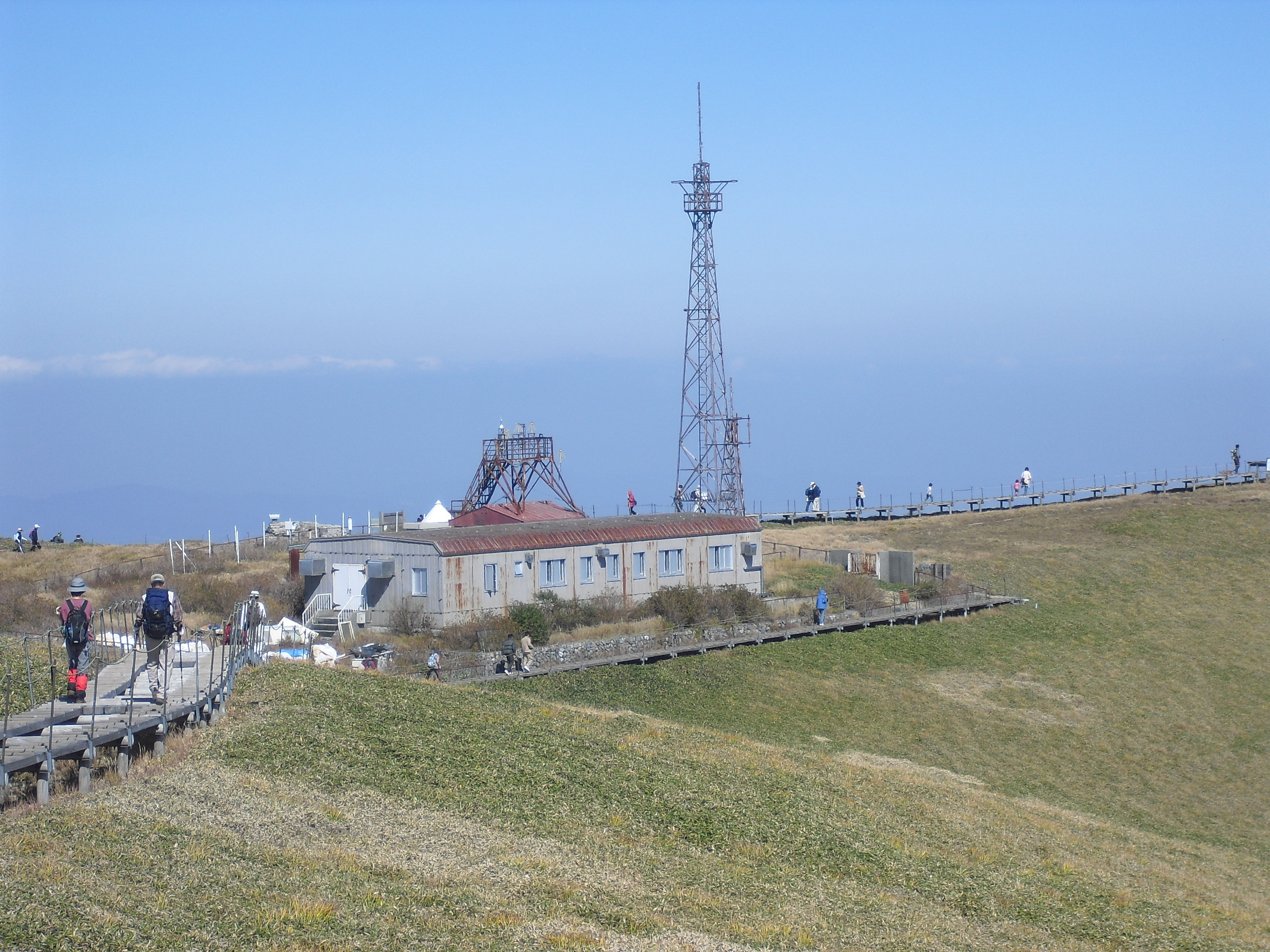
剣山測候所跡

かつて、剣山山頂には富士山頂に次ぐ日本で2番目に高い標高にある測候所があった。1943年に設置され、1991年に自動化され無人となり、1994年に名称が剣山観測所に変更された。高層気象観測の技術革新により、2001年に廃止されたが、建物や屋外の観測機器の多くは今でも撤去されていない。
観測データの1961年から1990年の累年平均値による平年値は以下の通りであり、ケッペンの気候区分では亜寒帯湿潤気候 (Dfb) に属する。同気候区に属する気象観測点としては、日本で最西端および最南端の地点である。1981年2月26日には最低気温−23.5℃を記録した。
測候所の位置は北緯33°51′、東経134°06′、露場の高度は1944.8m、気圧計の高度は1945.6mである。
|                     | 1月   | 2月   | 3月   | 4月   | 5月   | 6月   | 7月   | 8月   | 9月   | 10月  | 11月  | 12月  | 年平均 |
| ------------------- | ----- | ----- | ----- | ----- | ----- | ----- | ----- | ----- | ----- | ----- | ----- | ----- | ------ |
| 月別平均気圧 / hPa  | 798.3 | 798.5 | 799.5 | 802.8 | 803.0 | 803.0 | 805.4 | 805.9 | 806.4 | 806.3 | 805.0 | 801.5 | 803.0  |
| 月別平均気温 / ℃    | −7.3  | −6.6  | −3.3  | 3.3   | 7.7   | 11.3  | 15.1  | 15.3  | 12.1  | 6.3   | 1.3   | −4.3  | 4.2    |
| 月別平均降水量 / mm |       |       |       |       | 277.7 | 463.3 | 435.0 | 517.0 | 533.1 | 223.7 |       |       |        |

## 行場
刀掛ノ松より左へ380m約10分行くと行場にさしかかり、岩場である鶴ノ舞・蟻ノ塔・迫割石・鎖行場、洞窟である不動岩屋、プレハブ小屋である両劔神社、プレハブ小屋から祠になった古劔神社、三十五社の祠などがある。

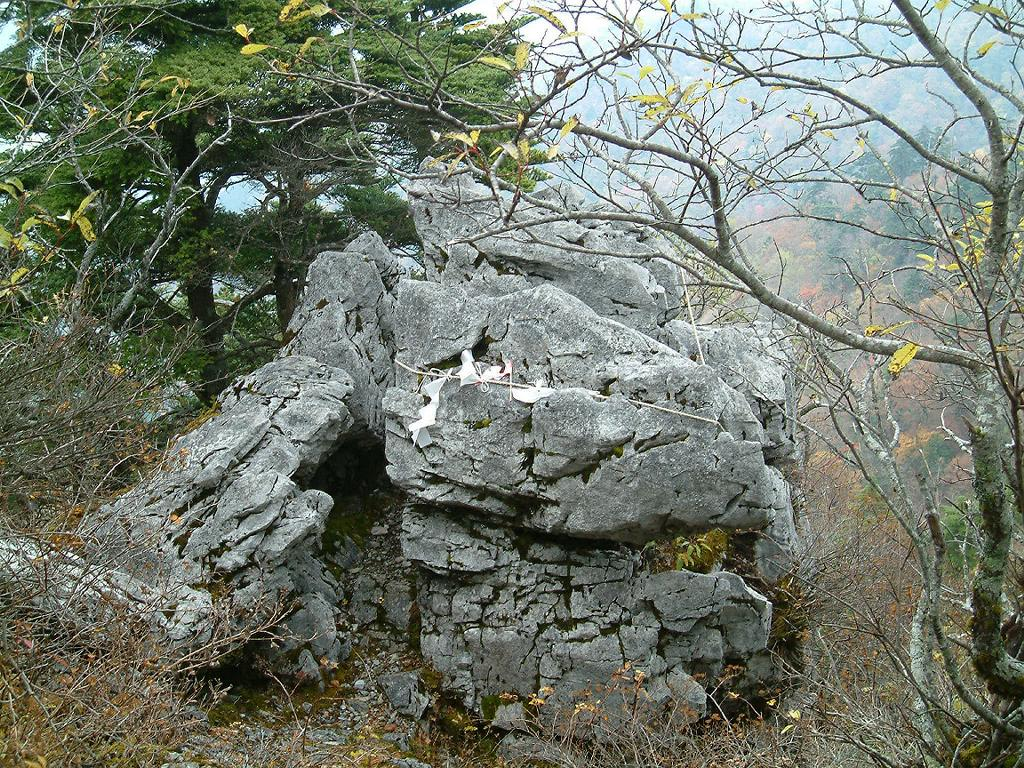
鶴ノ舞
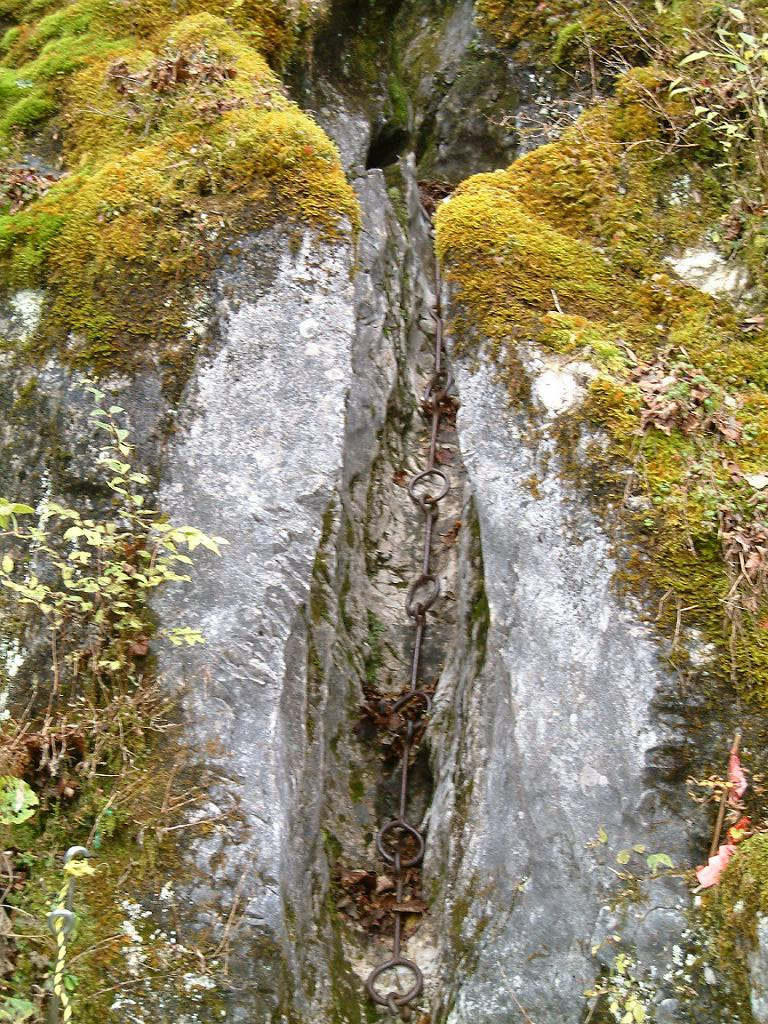
鎖行場
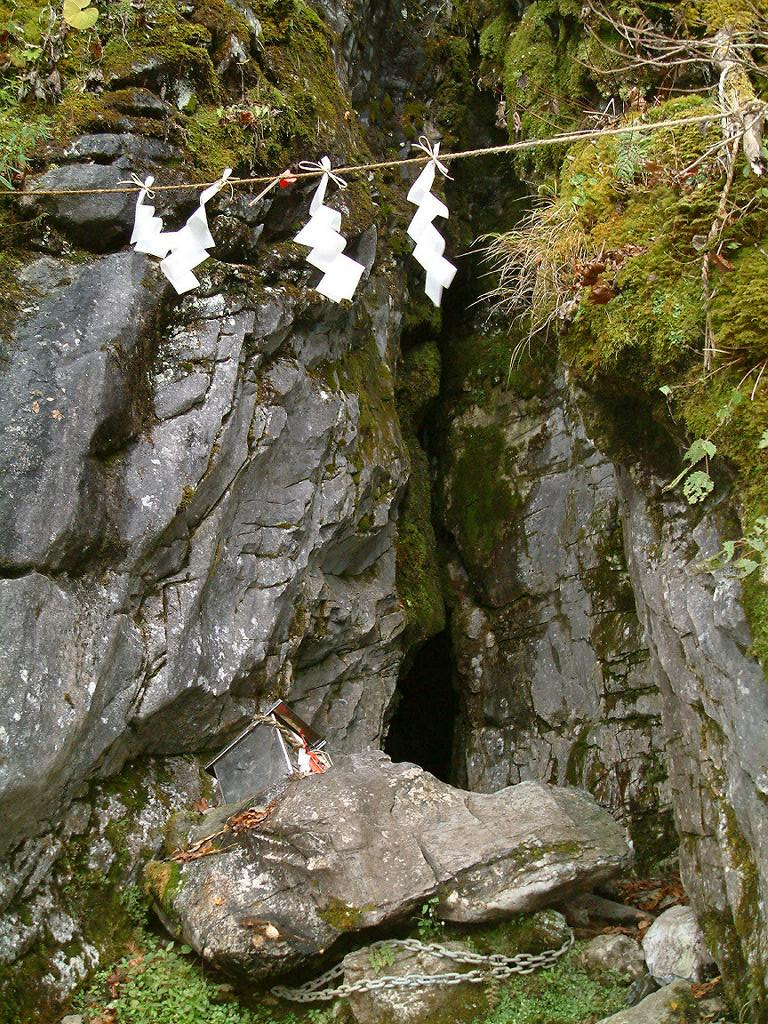
不動岩屋
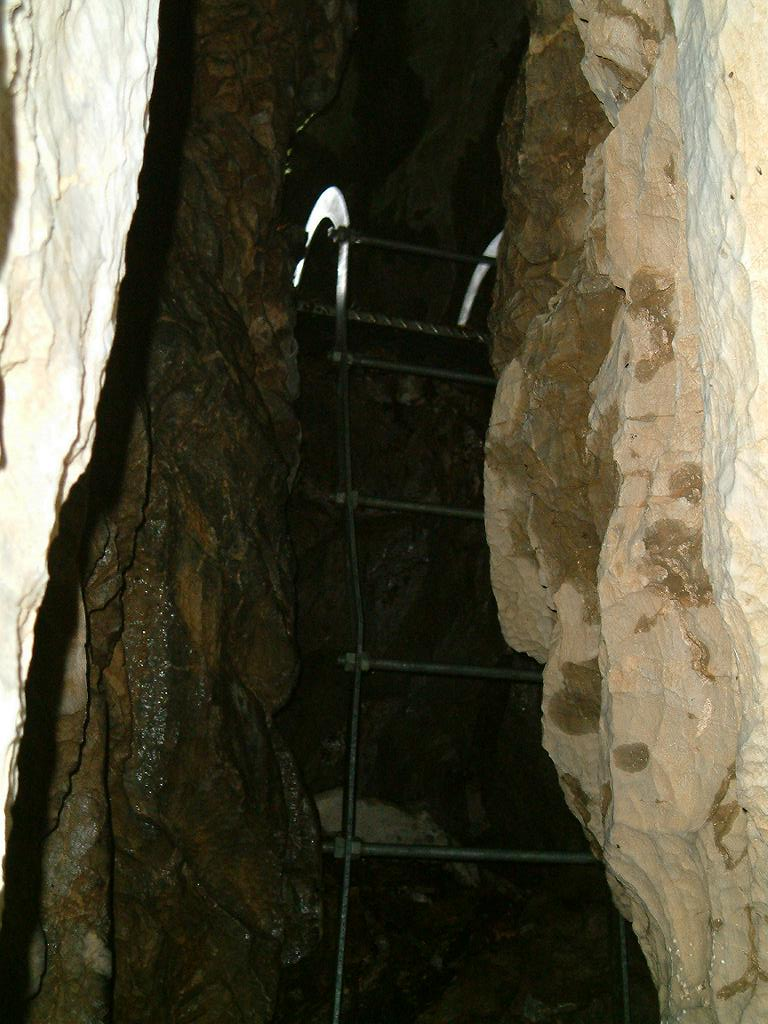
不動岩屋内部
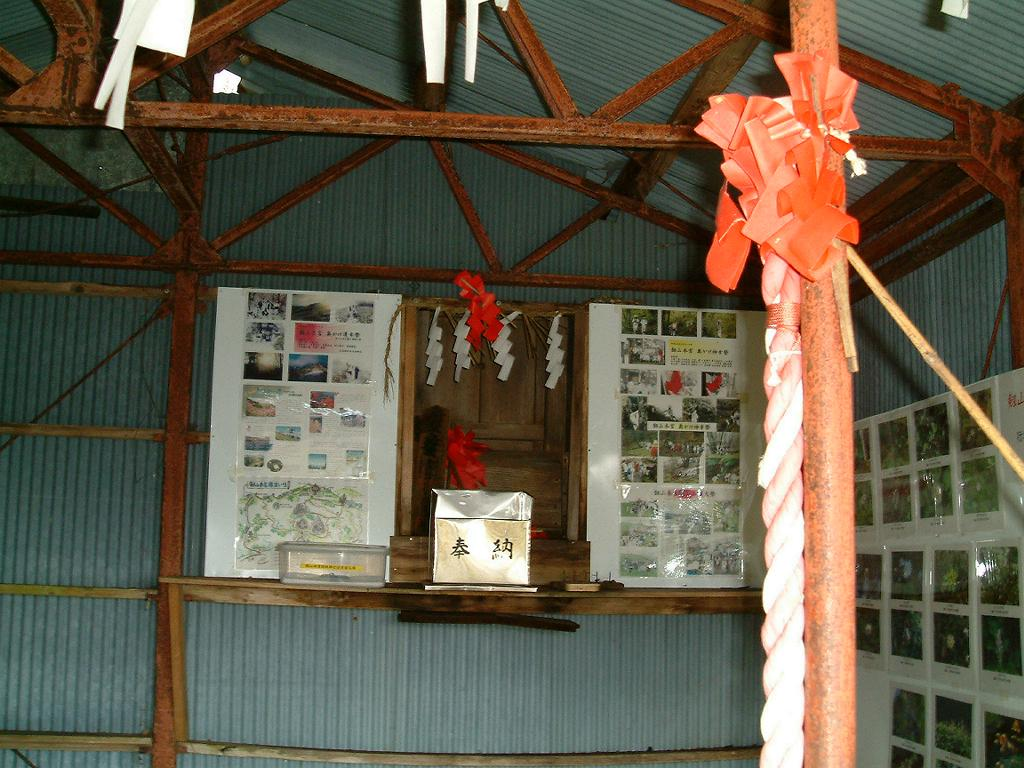
両劔神社
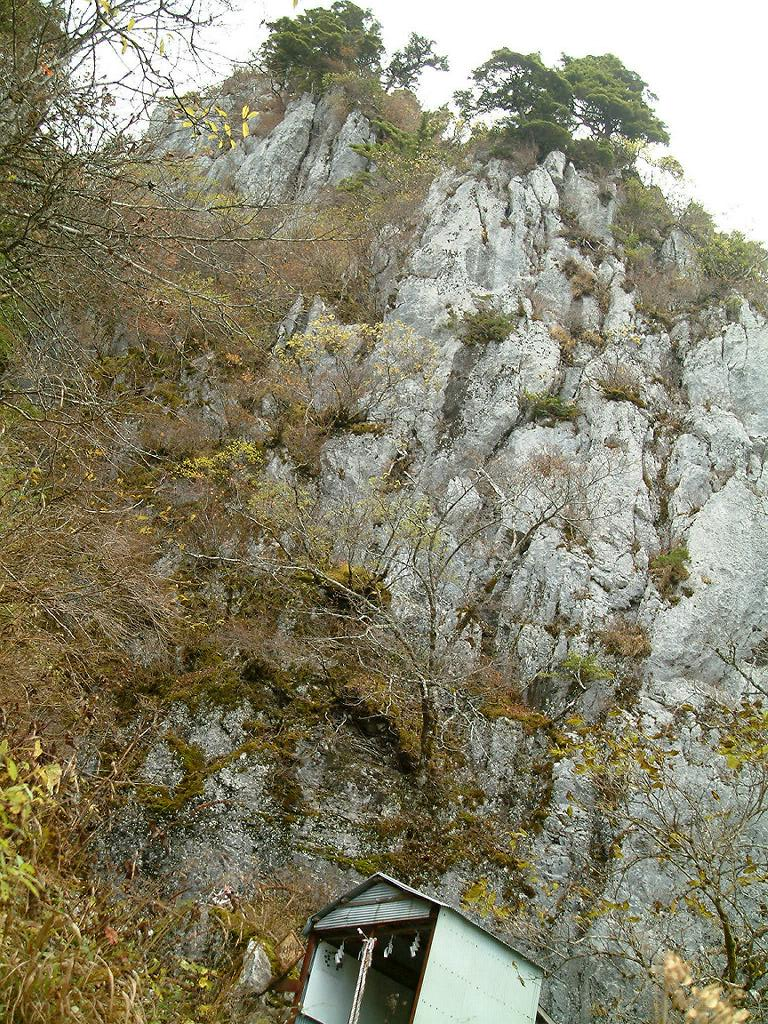
古劔神社
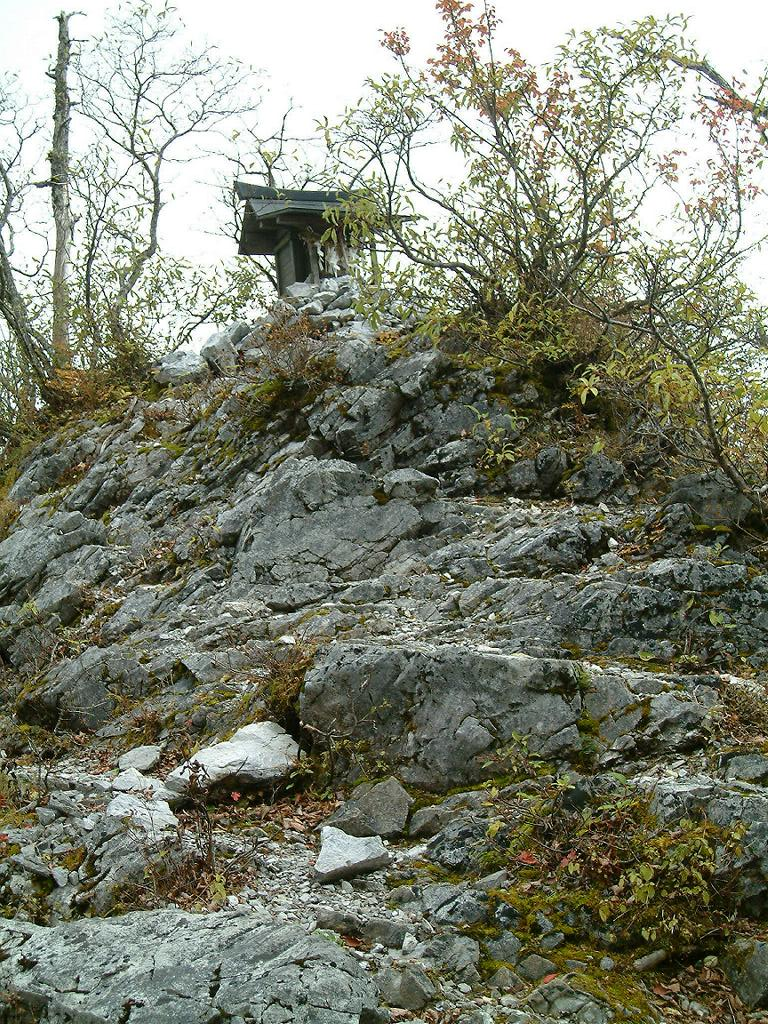
三十五社
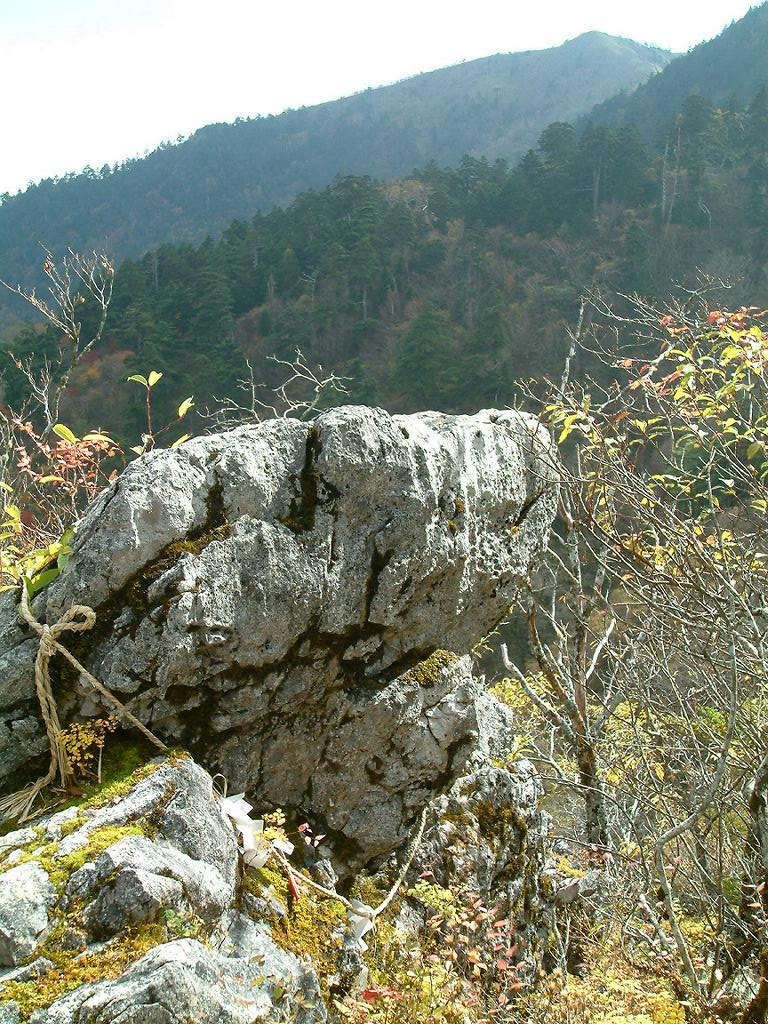
三十五社の岩

## 周辺

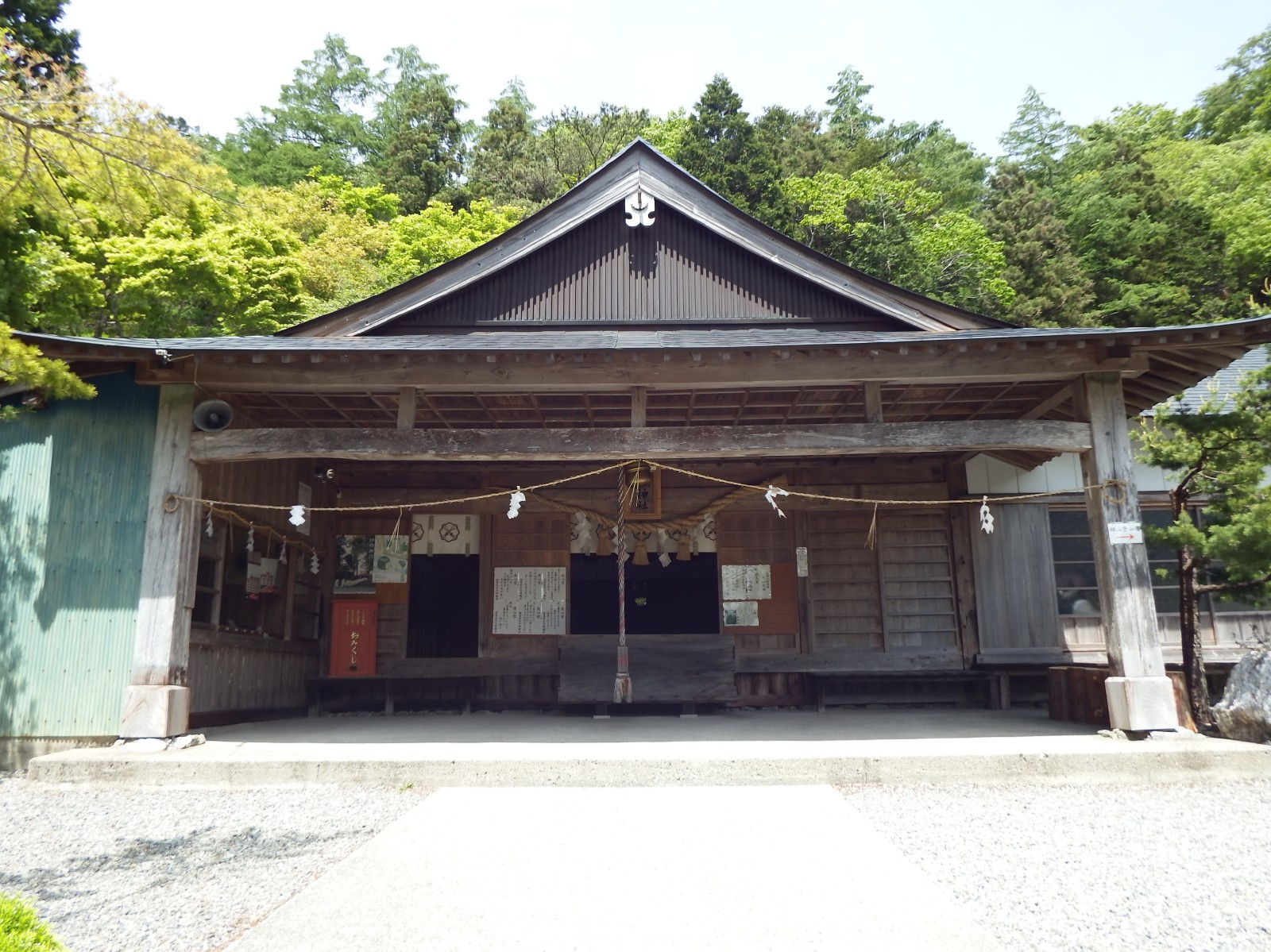
劔神社

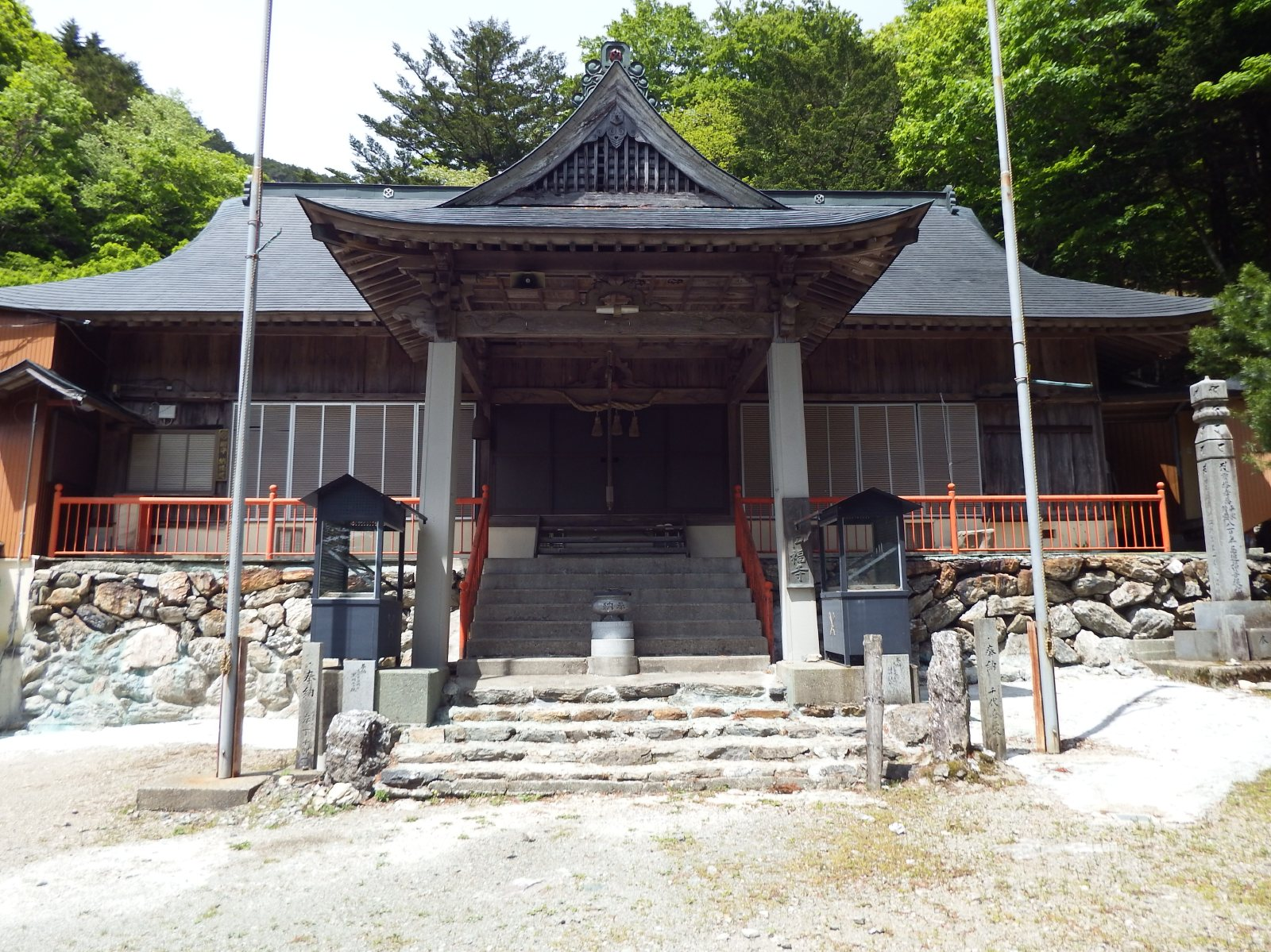
円福寺

国有林の剣山自然休養林があり、登山リフトのほか剣山野営場が整備されている。
- 劔神社：見ノ越にある神社で徒歩登山口となる。宿泊所あり。
- 円福寺：見ノ越にある寺院・宿坊で、上記神社に並んで建つ。劔山大權現「おん きんてい きんのう きんりうや そわか」を祀る。
- 剣山スキー場：見ノ越からつるぎ町一宇に約5キロメートル下った位置にがあり、自然雪のある休日に限ってゲレンデが開放されている。
- 剣山スーパー林道：日本最長の未舗装道が南側山麓にある。
- 奥祖谷二重かずら橋：かずら橋が2本並んで架かっている。

## ソロモンの秘宝剣山埋蔵説騒動
元小学校教師で聖書研究家の高根正教（1885-）が『ヨハネの黙示録』と『古事記』の一節から編み出した自説をもとに、ソロモンの秘宝は剣山に埋まっているとして、昭和11年から剣山の山頂付近で発掘を始め、150m掘り下げた辺りで玉石などを発見したとするが、戦争で中断した。戦後、元海軍大将の山本英輔、仲木貞一、中村資一郎(下関市の宇宙道教教祖)らが発掘隊を結成して1か月間作業したほか、、竜宮教教祖の伊藤妙照（築地の高級料亭「錦水」女将の妹で、のちに乙姫の名で占い師となった）も入山したり、発掘中に岩の下敷きになって死亡した者まで出たが目ぼしい成果はなかった。なお、山本隊が発掘中にミイラ100体を発掘したという話が噂されたが、そのような事実はない。
昭和32年（1957）からは北海道で農業をしていた宮中要春（1901-1981）が発掘を始め、76歳までの20年間作業を続けた。宮中は頂上ヒュッテや神社に寝泊まりし、昼は発掘、夜はランプの灯りでヨハネの黙示録を読む生活を送っていたが、剣山が国立公園や自然休養林に指定されたことから県から発掘中止の要請があり、自身の病もあり、宝を見つけることなく死去した。

## 剣山を題材にした作品

### 小説
宮尾登美子「天涯の花」- 剣山の山中にある神社を舞台とし、山腹に自生するキレンゲショウマが題材として扱われた。

### 漫画
- 竹宮惠子「まぼろしの旗」
- 石垣ゆうき「MMR マガジンミステリー調査班」- 剣山は人工のピラミッド、あるいは失われた契約の箱が隠されていると主張する人がおり、過去に発掘調査もされたことがあった[19]。

### 歌
- 北山たけし「剣山」